# Parafia Opieki św. Józefa, św. Marii Magdaleny i Aniołów Stróżów w Milejowie
Parafia Opieki św. Józefa, św. Marii Magdaleny i Aniołów Stróżów w Milejowie – parafia rzymskokatolicka, znajdująca się w archidiecezji łódzkiej, w dekanacie piotrkowskim.
Według stanu na miesiąc luty 2017 liczba wiernych w parafii wynosiła 3100 osób.